# Lac Qamanirjuaq
Le lac Qamanirjuaq, anciennement le lac Kaminuriak, dont le nom signifie « immense lac jouxtant une rivière aux deux extrémités », est un lac dans la région de Kivalliq, au Nunavut, au Canada. C'est le premier de plusieurs lacs nommés sur l'écoulement vers l'est de la rivière Ferguson à travers les terres arides de l'est. Le lac est situé à environ 2 kilomètres en aval du lac Ferguson et adjacent en amont au lac Parker sud. La rivière Ferguson traverse une série de rapides avant de pénétrer dans le bras ouest du lac Qamanirjuaq.

## Géographie
Le lac est de forme irrégulière, avec plusieurs criques et îles sans nom, dans une zone de pergélisol de coulée de glace nord-nord-ouest, au nord de la limite des arbres. L'explorateur de l'Arctique Joseph Tyrrell a décrit le lac dans son rapport d'expédition en canot de 1894 de la Commission géologique du Canada :
« Le lac Kaminuriak est une belle nappe d'eau claire et froide située dans la plaine couverte de till... Là où on la voit, la plage est à certains endroits sablonneuse, mais plus généralement de gros rochers, qui, sur les parties les plus exposées de la rive, sont disposées en un mur régulier à la hauteur de huit à douze pieds, tandis que dans les baies, ils sont éparpillés sur un sol peu profond de sable ou de till. De retour du lac, le pays s'étend en de larges plaines sans arbres, ou s'élève en de basses collines herbeuses, qui ne montrent aucun signe de roche sous-jacente... En suivant la rive sud du lac Kaminuriak jusqu'à son angle sud-est, la rivière a de nouveau été atteinte... maintenant un ruisseau beaucoup plus grand, soixante verges de large et deux pieds de profondeur. ».
Le lac Qamanirjuaq se trouve dans le nord du domaine Hearne, dans la province de Churchill ouest du craton de Churchill, dans la partie nord-ouest du Bouclier canadien dans le nord du Canada.
Ahimaa (en inuktitut « êtes-vous autre ? » ou « êtes-vous un autre être ? »), une grotte, autrefois habitée par un Inuk, est creusée dans l'énorme falaise du lac Qamanirjuaq.

## Troupeau de caribous de Qamanirjuaq
Les aires de mise bas du grand troupeau migrateur de caribous de la toundra de Qamanirjuaq se trouvent dans les environs du lac Qamanirjuaq, d'où leur nom. Le troupeau revient chaque année après avoir parcouru un chemin incohérent et imprédictible de 800 kilomètres à travers le Manitoba / Nunavut, le nord-est de la Saskatchewan et le sud-est des Territoires du Nord-Ouest. Le troupeau, une espèce clé de voûte, est protégé par le Conseil de gestion du caribou de Beverly et Qamanirjuaq depuis 1982.

## Pêche
Au milieu des années 1970, une pêcherie a été déplacée du lac Kaminak (qui s'est avéré contenir des niveaux de mercure inacceptablement élevés) au lac Qamanirjuaq (qui ne présentait pas de niveaux élevés de mercure). Le lac est plein de grand corégone et de touladi pour la pêche commerciale, et abrite également du lichen Lasallia pensylvanica, de la sphaigne, des bryophytes et quelques bouleaux nains,,,,,.